# Wutthisak Maneesook
Wutthisak Maneesook (thailändisch วุฒิศักดิ์ มณีสุข, * 26. August 1986 in Nakhon Pathom) ist ein thailändischer Fußballspieler.

## Karriere
Wutthisak Maneesook stand von 2007 bis 2009 beim Nakhon Pathom United FC unter Vertrag. Der Verein aus Nakhon Pathom spielte in der höchsten Liga des Landes, der Thai Premier League. Ende 2009 musste er mit dem Verein in die zweite Liga absteigen. Nach dem Abstieg verließ er Nakhon Pathom und schloss sich dem Erstligisten Pattaya United FC aus Pattaya an. Nach einem Jahr wechselte er in das ca. 30 Kilometer entfernte Si Racha, wo er sich dem Ligakonkurrenten Sriracha FC anschloss. Auch mit Sriracha musste er am Ende der Saison den Weg in die zweite Liga antreten. 2012 unterschrieb er einen Einjahresvertrag beim Erstligisten BEC Tero Sasana FC in Bangkok. Der Erstligaaufsteiger Ratchaburi FC aus Ratchaburi nahm ihn die Saison 2014 unter Vertrag. Police United, ein Erstligist aus Bangkok, verpflichtete ihn 2014. Auch mit Police stieg er am Ende der Saison in die zweite Liga ab. Die Hinserie 2015 spielte er beim Navy FC in Sattahip, die Rückserie beim TOT SC in Bangkok. Mit TOT konnte er nicht die Liga halten und stieg wieder in die zweite Liga ab. Sein ehemaliger Verein Nakhon Pathom United FC, der mittlerweile in der zweiten Liga spielte, nahm ihn 2016 unter Vertrag. Nach einer Saison ging er 2017 zum Ligakonkurrenten Rayong FC nach Rayong. 2019 spielte er beim Drittligisten Bangkok FC. Mit dem Bangkoker Verein spielte er in der dritten Liga, der Thai League 3. Seit Anfang 2020 ist er vertrags- und vereinslos.